# Elezioni federali in Germania del 2017
Le elezioni federali in Germania del 2017 si tennero il 24 settembre per il rinnovo del Bundestag. Furono eletti 709 deputati, di cui 111 assegnatari di seggi compensativi.
L'Unione CDU/CSU (Unione Cristiano Democratica/Unione Cristiano Sociale) guidata dal Cancelliere federale Angela Merkel ottenne la più alta percentuale di voto con il 33%, seppur soffrendo perdite di circa l'8%. Il Partito Socialdemocratico (SPD) conseguì il suo peggior risultato dalla seconda guerra mondiale, con solo il 21% dei voti. Alternativa per la Germania (AfD), che nella legislatura precedente non era rappresentata al Bundestag, divenne il terzo partito con il 12,6%, mentre il Partito Liberale Democratico (FDP) ottenne il 10,7% dei voti, riuscendo a tornare in Parlamento dopo aver perso tutti i seggi alle elezioni del 2013. Furono le prime elezioni dal 1957 in cui un partito a destra della CDU/CSU ottenne seggi al Bundestag.
Gli altri partiti che ottennero una rappresentanza al Bundestag furono Die Linke (la Sinistra), e Alleanza 90/I Verdi, ognuno dei quali conseguì circa il 9% dei voti. Sui 709 seggi totali del Bundestag, la CDU/CSU ne ottenne 246 (200 la CDU e 46 la CSU), SPD 153, AfD 94, FDP 80, Die Linke 69, e i Verdi 67. La maggioranza è di 355 seggi.
Per la seconda occasione consecutiva, la CDU/CSU raggiunse un accordo di coalizione con il SPD, per formare una Grande coalizione, la quarta nella storia tedesca post-bellica. Il nuovo governo entrò in carica il 14 marzo 2018; l'accordo fu raggiunto dopo un tentativo fallito di CDU/CSU di formare una Jamaika-Koalition con i Verdi e i Liberal Democratici; questi ultimi se ne tirarono fuori citando differenze inconciliabili tra i partiti sulle politiche migratorie ed energetiche.
La cancelliera uscente Angela Merkel, seppur con un netto calo di circa 8 punti di percentuale, fu riconfermata alla guida del governo.

## Sistema elettorale tedesco
Il sistema elettorale tedesco è sostanzialmente proporzionale con soglia di sbarramento. La particolarità sta nel fatto che circa metà dei seggi sono assegnati tramite collegi uninominali e, per questo, l'elettore dispone di due voti, denominati rispettivamente primo voto (Erststimme) e secondo voto (Zweitstimme). Va precisato che l'uso di questa terminologia non sottintende un ordine di importanza. Entrambi i voti, infatti, hanno una funzione specifica e, semmai, è il secondo voto ad essere più importante poiché determina i rapporti di forza tra i vari partiti.
Tramite il primo voto l'elettore esprime una preferenza per uno dei candidati presenti nel proprio collegio uninominale/circoscrizione; il candidato più votato di ciascun collegio risulta eletto. Scopo del primo voto è di creare un rapporto più diretto tra eletti ed elettori. Al momento il territorio federale è suddiviso in 299 collegi e in ciascuno di essi viene eletto direttamente un deputato.
Il secondo voto serve invece a determinare, concretamente, la suddivisione dei seggi tra i vari partiti e pertanto è determinante per la formazione di possibili maggioranze di governo. Con il secondo voto l'elettore è chiamato a scegliere un partito politico, i cui candidati sono fissati su una lista per ciascun Land (detta "Landesliste"). Tutti i 598 seggi del Bundestag sono suddivisi tra i partiti in base alla percentuale su scala nazionale dei secondi voti, escludendo i partiti che abbiano ottenuto meno del 5% dei secondi voti e meno di tre deputati eletti direttamente tramite i primi voti.
A parte l'inevitabile distorsione causata dalla soglia di sbarramento, il numero totale di seggi assegnato a ciascuna lista sarà perfettamente proporzionale, perché il numero di eletti nei collegi uninominali di ogni partito viene poi sottratto dal numero dei seggi che spetterebbero allo stesso tramite il voto di lista (o "secondo voto").
La legge rimane sostanzialmente identica a quella in vigore durante le elezioni di quattro anni prima; durante la XVIII legislatura l'unico cambiamento rilevante della legge elettorale è l'introduzione dell'espresso divieto di fotografie e video all'interno del seggio. Per quanto riguarda i collegi elettorali invece, nel 2016 ne sono stati modificati 34, di cui 32 a causa del cambiamento della popolazione residente (a livello di Land la Turingia perde un seggio, scendendo a nove, mentre la Baviera ne guadagna uno, salendo a 46). Altri due collegi vengono invece modificati in seguito a variazioni dei confini comunali.

## Quadro politico
In seguito alle elezioni federali del 2013, la maggioranza giallo-nera che sosteneva il precedente governo Merkel II perse la maggioranza nel Bundestag a causa della caduta della FDP sotto la soglia di sbarramento del 5%, mentre i partiti dell'Unione ottennero un forte aumento ma rimasero per 5 seggi al di sotto della maggioranza assoluta. D'altra parte nemmeno un'alleanza rosso verde tra SPD e Verdi aveva la maggioranza a causa della presenza della Linke. Dopo le elezioni si giunse così alla formazione di una Grande Coalizione tra CDU, CSU e SPD, la terza del dopoguerra e la seconda nell'arco di un decennio, che diede vita al governo Merkel III.

### Indizione delle elezioni
Secondo l'articolo 39 della Legge Fondamentale, l'elezione si sarebbe dovuta svolgere tra i 46 e i 48 mesi dall'inizio della legislatura, dunque tra il 27 agosto e il 22 ottobre 2017. Il 23 gennaio 2017 il presidente della Repubblica Joachim Gauck, su proposta del Governo federale, emise il decreto che fissò il 24 settembre come giorno previsto per le elezioni, decreto pubblicato tre giorni dopo sul Bundesgesetzblatt, la gazzetta ufficiale tedesca. Vengono così chiamati al voto 61.688.485 cittadini tedeschi aventi diritto, tra i quali 31,7 milioni di donne e 3 milioni di neoelettori.

## Liste e candidati

### Principali formazioni politiche
| Leader | Leader                | Partito                                                                                  |
| ------ | --------------------- | ---------------------------------------------------------------------------------------- |
|        | Angela Merkel         | Unione Cristiano-Democratica di Germania (CDU) Unione Cristiano-Sociale in Baviera (CSU) |
|        | Martin Schulz         | Partito Socialdemocratico di Germania (SPD)                                              |
|        | Dietmar Bartsch       | La Sinistra (DIE LINKE)                                                                  |
|        | Sahra Wagenknecht     | La Sinistra (DIE LINKE)                                                                  |
|        | Katrin Göring-Eckardt | Alleanza 90/I Verdi (GRÜNE)                                                              |
|        | Cem Özdemir           | Alleanza 90/I Verdi (GRÜNE)                                                              |
|        | Alexander Gauland     | Alternativa per la Germania (AfD)                                                        |
|        | Alice Weidel          | Alternativa per la Germania (AfD)                                                        |
|        | Christian Lindner     | Partito Liberale Democratico (FDP)                                                       |

## Sondaggi

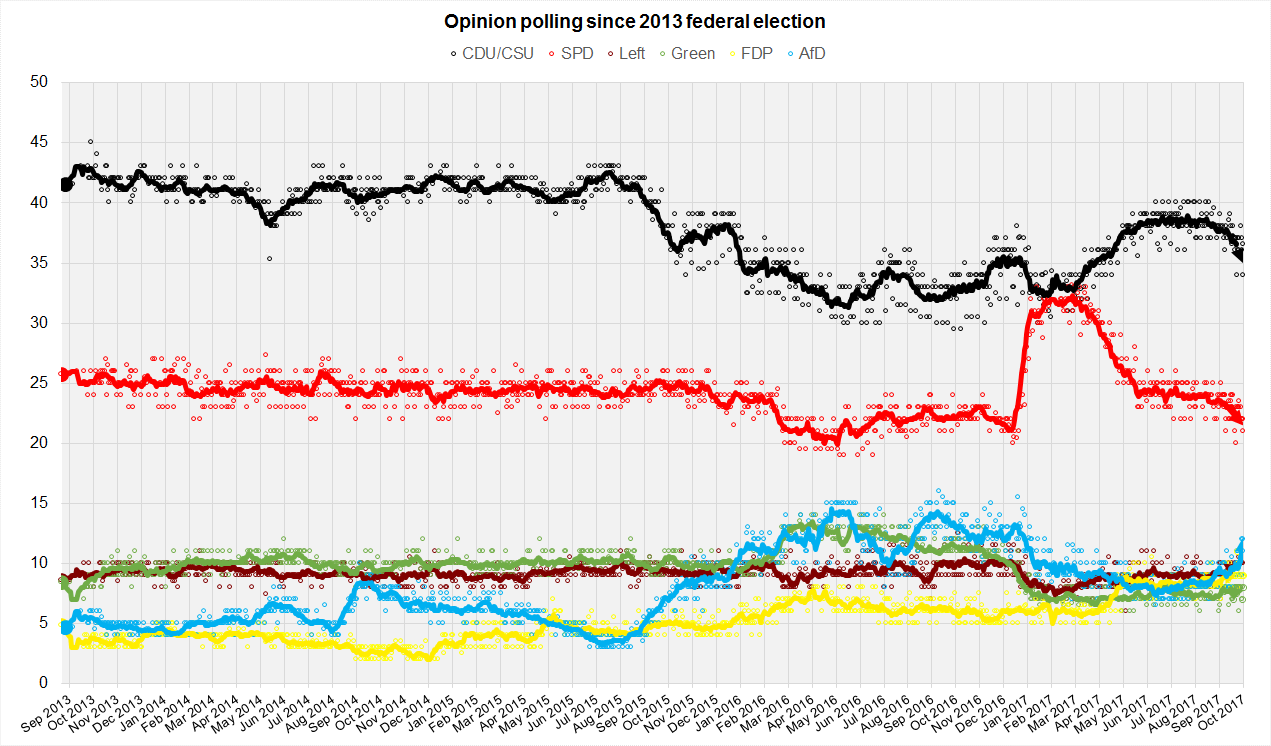

| 2017                                                                                  | 10,75% | 8,94% | 9,24% | 32,93%  | 20,51% | 12,64% |
| Partiti                                                                               | FDP    | Verdi | Linke | CDU/CSU | SPD    | AFD    |
| ------------------------------------------------------------------------------------- | ------ | ----- | ----- | ------- | ------ | ------ |
| 23 settembre: divieto di pubblicazione di sondaggi.                                   |        |       |       |         |        |        |
| 22/09/2017                                                                            | 9,2%   | 7,6%  | 9,7%  | 36,1%   | 22,2%  | 10,6%  |
| 21/09/2017                                                                            | 9,3%   | 7,6%  | 9,6%  | 36,3%   | 22,4%  | 10,3%  |
| 20/09/2017                                                                            | 9,2%   | 7,6%  | 9,8%  | 36,4%   | 22,5%  | 10,1%  |
| 19/09/2017                                                                            | 9,1%   | 7,7%  | 9,8%  | 36,5%   | 22,5%  | 10,1%  |
| 18/09/2017                                                                            | 9%     | 7,7%  | 9,6%  | 36,6%   | 22,6%  | 10,1%  |
| 17/09/2017                                                                            | 9%     | 7,7%  | 9,6%  | 36,7%   | 22,6%  | 10%    |
| 16/09/2017                                                                            | 9%     | 7,7%  | 9,5%  | 36,7%   | 22,7%  | 10%    |
| 15/09/2017                                                                            | 8,9%   | 7,6%  | 9,5%  | 36,8%   | 22,8%  | 9,9%   |
| 14/09/2017                                                                            | 8,9%   | 7,6%  | 9,5%  | 36,8%   | 22,8%  | 9,9%   |
| 13/09/2017                                                                            | 8,8%   | 7,6%  | 9,5%  | 36,9%   | 22,8%  | 9,8%   |
| 12/09/2017                                                                            | 8,7%   | 7,6%  | 9,6%  | 36,9%   | 23,1%  | 9,6%   |
| 11/09/2017                                                                            | 8,7%   | 7,6%  | 9,5%  | 37,1%   | 23,1%  | 9,5%   |
| 09/09/2017                                                                            | 8,7%   | 7,7%  | 9,3%  | 37,2%   | 23,1%  | 9,4%   |
| 08/09/2017                                                                            | 8,7%   | 7,6%  | 9,2%  | 37,3%   | 23%    | 9,4%   |
| 07/09/2017                                                                            | 8,7%   | 7,6%  | 9,2%  | 37,3%   | 23,1%  | 9,5%   |
| 06/09/2017                                                                            | 8,7%   | 7,5%  | 9,2%  | 37,2%   | 23,2%  | 9,5%   |
| 05/09/2017                                                                            | 8,5%   | 7,4%  | 9,2%  | 37,6%   | 23,5%  | 9,3%   |
| 5 settembre 2017: dibattito televisivo tra esponenti di FDP, Linke, AFD e Verdi.      |        |       |       |         |        |        |
| 04/09/2017                                                                            | 8,55   | 7,4%  | 9,2%  | 37,7%   | 23,5%  | 9,2%   |
| 03/09/2017                                                                            | 8,5%   | 7,5%  | 9,1%  | 37,8%   | 23,5%  | 9%     |
| 3 settembre 2017: dibattito televisivo tra Angela Merkel (CDU) e Martin Schulz (SPD). |        |       |       |         |        |        |
| 02/09/2017                                                                            | 8,5%   | 7,5%  | 9,1%  | 37,9%   | 23,5%  | 9%     |
| 01/09/2017                                                                            | 8,5%   | 7,3%  | 9,2%  | 37,8%   | 23,5%  | 9%     |
| 31/08/2017                                                                            | 8,4%   | 7,2%  | 9,2%  | 37,7%   | 23,8%  | 9%     |
| 30/08/2017                                                                            | 8,6%   | 7,2%  | 9,1%  | 38%     | 23,6%  | 9,2%   |
| 25/08/2017                                                                            | 8,7%   | 7,4%  | 8,9%  | 38,3%   | 23,7%  | 8,7%   |
| 23/08/2017                                                                            | 8,7%   | 7,3%  | 8,9%  | 38,4%   | 24%    | 8,6%   |
| 01/08/2017                                                                            | 8,4%   | 7,4%  | 9%    | 38,3%   | 24%    | 8,5%   |
| 01/07/2017                                                                            | 8,1%   | 7,8%  | 9,2%  | 38,6%   | 24,2%  | 7,6%   |
| 30/03/2017                                                                            | 5,9%   | 7,4%  | 8%    | 32,9%   | 32,1%  | 9,3%   |
| 22/01/2017                                                                            | 6,3%   | 9,4%  | 9,9%  | 35,9%   | 21,2%  | 12,4%  |
| 31/12/2016                                                                            | 5,9%   | 10,1% | 10%   | 35,3%   | 21%    | 12,7%  |
| 26/09/2016                                                                            | 7%     | 10%   | 11%   | 30%     | 21%    | 15,5%  |
| 31/12/2015                                                                            | 4,8%   | 9,6%  | 9,9%  | 37,8%   | 23,5%  | 8,6%   |
| 01/08/2015                                                                            | 4,4%   | 10,1% | 9,3%  | 41,8%   | 24,3%  | 3,3%   |
| 01/12/2014                                                                            | 2,5%   | 10%   | 9,1%  | 41,3%   | 24,4%  | 6,8%   |
| 01/05/2014                                                                            | 4,1%   | 10%   | 9,4%  | 40,7%   | 24,6%  | 5,1%   |
| 01/01/2014                                                                            | 4,4%   | 9,4%  | 9,2%  | 41,7%   | 25,3%  | 4,3%   |
| 22/10/2013                                                                            | 3,6%   | 8,8%  | 9,1%  | 42,5%   | 25,3%  | 5,2%   |
| Risultati 2013                                                                        | 4,8%   | 8,4%  | 8,6%  | 41,5%   | 25,7%  | 4,7%   |

## Risultati
| Liste                                                           | Maggioritario | Maggioritario | Maggioritario | Proporzionale | Proporzionale | Proporzionale | Totale seggi |
| Liste                                                           | Voti          | %             | Seggi         | Voti          | %             | Seggi         | Totale seggi |
| --------------------------------------------------------------- | ------------- | ------------- | ------------- | ------------- | ------------- | ------------- | ------------ |
| Unione Cristiano-Democratica di Germania                        | 14 030 751    | 30,25         | 185           | 12 447 656    | 26,76         | 15            | 200          |
| Partito Socialdemocratico di Germania                           | 11 429 231    | 24,64         | 59            | 9 539 381     | 20,51         | 94            | 153          |
| Alternativa per la Germania                                     | 5 317 499     | 11,46         | 3             | 5 878 115     | 12,64         | 91            | 94           |
| Partito Liberale Democratico                                    | 3 249 238     | 7,00          | -             | 4 999 449     | 10,75         | 80            | 80           |
| Die Linke                                                       | 3 966 637     | 8,55          | 5             | 4 297 270     | 9,24          | 64            | 69           |
| Alleanza 90/I Verdi                                             | 3 717 922     | 8,01          | 1             | 4 158 400     | 8,94          | 66            | 67           |
| Unione Cristiano-Sociale in Baviera                             | 3 255 487     | 7,02          | 46            | 2 869 688     | 6,17          | -             | 46           |
| Liberi Elettori                                                 | 589 056       | 1,27          | -             | 463 292       | 1,00          | -             | -            |
| Die PARTEI                                                      | 245 659       | 0,53          | -             | 454 349       | 0,98          | -             | -            |
| Partito per l'Umanità, l'Ambiente e la Protezione degli Animali | 22 917        | 0,05          | -             | 374 179       | 0,80          | -             | -            |
| Partito Nazionaldemocratico di Germania                         | 45 169        | 0,10          | -             | 176 020       | 0,38          | -             | -            |
| Partito Pirata                                                  | 93 196        | 0,20          | -             | 173 476       | 0,37          | -             | -            |
| Partito Ecologico-Democratico                                   | 166 228       | 0,36          | -             | 144 809       | 0,31          | -             | -            |
| Altri <100.000 voti                                             | 260 625       | 0,56          | -             | 539 408       | 1,16          | -             | -            |
| Totale                                                          | 46 389 615    |               | 299           | 46 515 492    |               | 410           | 709          |

| Riepilogo dei seggi (+/- elezioni 2013) | Riepilogo dei seggi (+/- elezioni 2013) | Riepilogo dei seggi (+/- elezioni 2013) | Riepilogo dei seggi (+/- elezioni 2013) | Riepilogo dei seggi (+/- elezioni 2013) | Riepilogo dei seggi (+/- elezioni 2013) | Riepilogo dei seggi (+/- elezioni 2013) |
| --------------------------------------- | --------------------------------------- | --------------------------------------- | --------------------------------------- | --------------------------------------- | --------------------------------------- | --------------------------------------- |
|                                         |                                         |                                         |                                         |                                         |                                         |                                         |
| Linke                                   | 69                                      | ▲ 5                                     |                                         | SPD                                     | 153                                     | ▼ 40                                    |
| Verdi                                   | 67                                      | ▲ 4                                     |                                         | FDP                                     | 80                                      | ▲ 80                                    |
| CDU                                     | 200                                     | ▼ 65                                    |                                         | CSU                                     | 46                                      | ▼ 10                                    |
| AfD                                     | 94                                      | ▲ 94                                    |                                         |                                         |                                         |                                         |

## Esito
La CDU / CSU e l'SPD rimasero i due maggiori partiti del Bundestag, ma entrambi con una percentuale di voti significativamente più bassa rispetto a quella delle elezioni del 2013.
L'AfD ottenne abbastanza voti per entrare per la prima volta nel Bundestag, prendendo il 12,6% dei voti, più del doppio della soglia del 5% necessaria. Vinse anche in tre collegi uninominali.
L'FDP rientrò al Bundestag con il 10,7% dei voti. Nonostante il miglioramento dei loro risultati e l'aumento del numero dei seggi, la sinistra e Alleanza 90/I Verdi rimasero i due partiti più piccoli del parlamento.